# Estrecho de Bass
El estrecho de Bass (en inglés: Bass Strait IPA /bæs/) es un estrecho marino que separa la isla de Tasmania de la costa meridional de Australia, estado de Victoria. El primer europeo que lo descubrió fue en 1798 el británico Matthew Flinders, [cita requerida] que le puso el nombre del doctor de la nave, George Bass.
En las islas del estrecho de Bass viven los únicos aborígenes supervivientes de Tasmania, aquellos que no fueron exterminados durante la Guerra Negra.
A efectos de navegación marítima, la Organización Hidrográfica Internacional lo considera un mar.

## Geografía
El estrecho de Bass tiene aproximadamente 240 km de ancho en su punto más estrecho y una profundidad cercana a los 50 metros. Estuvo prácticamente seco durante la última era glacial. En el estrecho se encuentran varias islas, entre ellas isla King e isla Flinders cuentan con asentamientos importantes.

### Islas
Hay más de 50 islas en el estrecho de Bass, entre las que destacan:
- En la sección occidental: isla King, isla Three Hummock, isla Hunter e isla Robbins.
- En la sección sudeste: el Grupo Furneaux (isla Flinders, isla Cape Barren e isla Clark) y más de 50 islas más pequeñas.
- En la sección noreste: Grupo Kent (isla Deal y 3 islas menores), isla Hogan e isla Curtis.

## Navegación

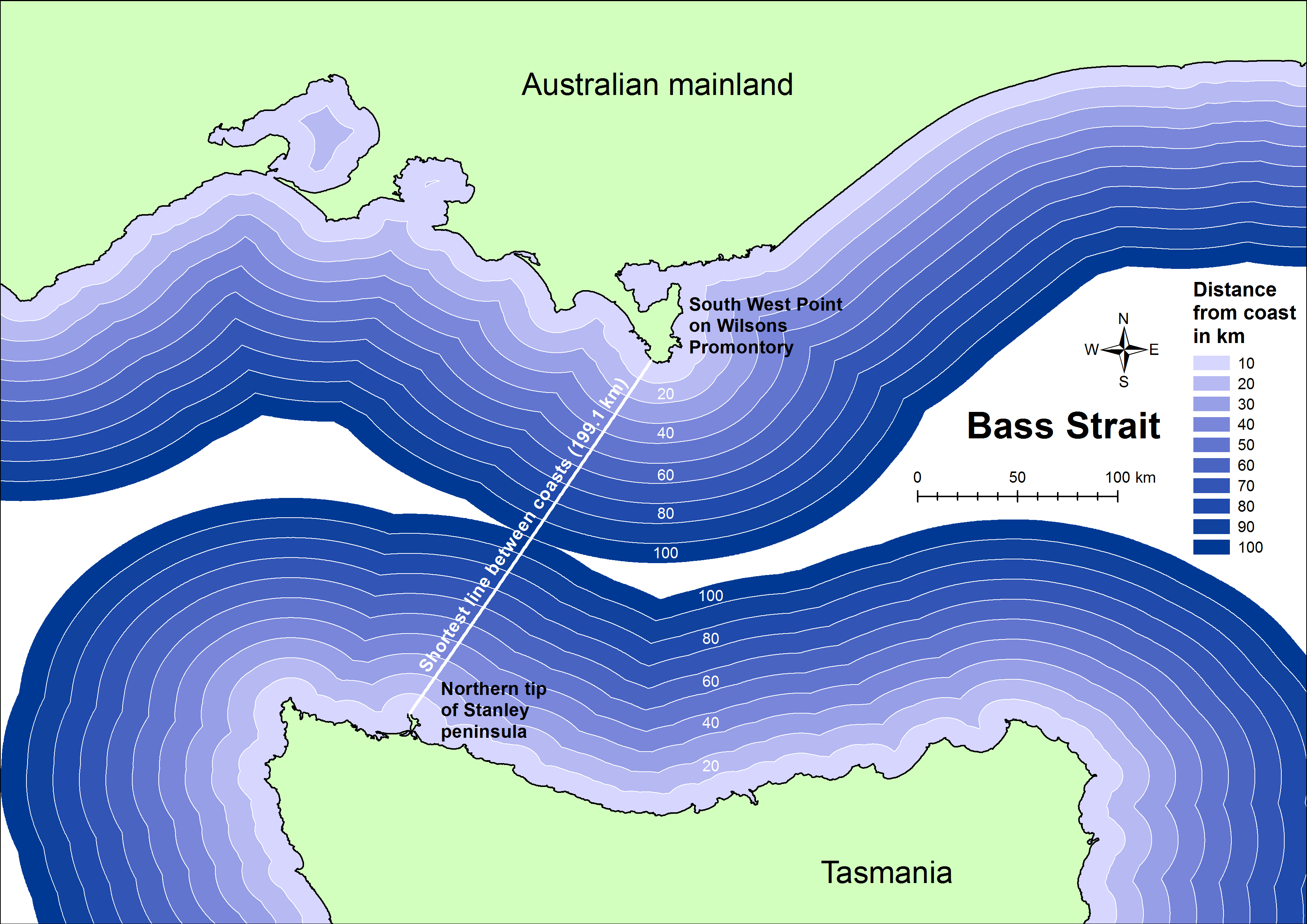
El estrecho de Bass. Se muestra la distancia más corta entre las costas de este estrecho: entre South West Point en Wilsons Promontory en el continente australiano y el extremo norte de la península de Stanley de Tasmania.

Al igual que el resto de las aguas que rodean Tasmania, y debido a su escasa profundidad, el estrecho es muy difícil de navegar. Muchos barcos naufragaron en el mismo durante el siglo XIX. En 1848 se construyó un faro en la isla Deal para guiar a los buques en la zona oriental del estrecho, pero no hubo señalización en la entrada occidental del mismo sino hasta 1859, cuando se completaron las obras de un faro (Wilsons Promontory Lighthouse). A este último se sumaría en 1861 otro faro en cabo Wickham, en el extremo norte de la isla King.
Las corrientes entre el océano Antártico y el mar de Tasmania hacen del estrecho un lugar de grandes olas. Para ilustrar la intensidad de las mareas en la zona, hay que tener en consideración que el estrecho de Bass es dos veces más ancho que el canal de la Mancha, al cual también duplica en la intensidad de su oleaje. Los naufragios en las costas de Tasmania y Victoria se cuentan por cientos, si bien las técnicas modernas de navegación y los buques con cascos metálicos han reducido el riesgo de accidentes en forma significativa. Muchos buques, algunos de ellos de gran tamaño, han desaparecido sin dejar rastros o bien dejando escasas evidencias de su pasaje. A pesar de los mitos que hablan de piratería y fenómenos supranaturales similares a los del Triángulo de las Bermudas, las desapariciones pueden atribuirse invariablemente a combinaciones de viento y malas condiciones marítimas, así como también a las numerosas rocas semisumergidas y a los arrecifes que abundan en el estrecho.

## Recursos naturales
El Estrecho de Bass cuenta con campos gasíferos y petrolíferos. El campo oriental, conocido como Cuenca de Gippsland, fue descubierto en los años 60 y está localizado a 50 km desde la costa de Gippsland.  Los yacimientos se encuentran a unos 50 a 65 km de la costa de Gippsland a profundidades de unos  70 m. Los hidrocarburos son enviados por conductos hacia los centros de procesamiento y refinerías ubicados en Longford, Western Port, Altona y Geelong, y por petroleros a Nueva Gales del Sur. Las reservas de la zona occidental, conocidas como Cuenca Otway, fueron descubiertas en los años 90 y su explotación comenzó en el 2005.
En junio de 2017, el Gobierno de Victoria anunció un estudio de viabilidad de tres años para el primer parque eólico marino de Australia. El proyecto, que podría contar con 250 aerogeneradores dentro de un área de  574 km², tiene previsto suministrar alrededor de 8.000 GWh de electricidad, lo que representa alrededor del 18% del uso de energía de Victoria y sustituye gran parte de la producción de la central eléctrica de Hazelwood, que se cerró a principios de 2017.

## Infraestructuras

### Transporte
La forma más rápida y económica de atravesar el estrecho de Bass es por avión. Las principales líneas aéreas para hacerlo son Qantas, Jetstar Airways y Virgin Blue. Entre los aeropuertos más importantes de Tasmania se encuentran el Aeropuerto Internacional de Hobart y el Aeropuerto de Launceston. Los aeropuertos menores son servidos por Regional Express, en vuelos que por lo general llegan solo hasta Melbourne y las islas del Estrecho de Bass.
La ruta marítima puede realizarse mediante los ferries de la empresa Spirit of Tasmania, que transportan tanto pasajeros como automóviles y tienen base en Devonport, Tasmania. El recorrido se realiza entre esta ciudad y Station Pier, Melbourne.

### Energía
El cable de corriente continua en alta tensión Basslink se encuentra en servicio desde 2006. Este cable cuenta con capacidad para transportar hasta 630 megavatios de potencia eléctrica a través del estrecho, y es el cable submarino de potencia eléctrica más largo del mundo.
Alinta es la dueña de un ducto de gas submarino que abastece de gas natural a clientes industriales localizados en las cercanías de George Town, como así también a la red de gas Powerco en Tasmania.

### Comunicaciones
El primer cable submarino que atravesó el estrecho de Bass fue tendido en 1859. Con uno de sus extremos en cabo Otway, Victoria, atravesaba el estrecho tocando las islas King y Three Hummock y alcanzaba la isla de Tasmania en Stanley. Desde allí se prolongaba hasta la ciudad de George Town. Sin embargo, el cable empezó a fallar algunas semanas después de haber sido completado, y para 1861 dejó de funcionar por completo.
Tasmania se encuentra comunicada actualmente con el resto de Australia por medio de dos cables de fibra óptica operados por la empresa Telstra. Otros cables submarinos incluyen:
| Período | Extremo norte | Extremo sur  | Compañías (Constructor / Operador)                          | Detalles                                             |
| ------- | ------------- | ------------ | ----------------------------------------------------------- | ---------------------------------------------------- |
| 1859-61 | Cape Otway    | Stanley Head | Henley's Telegraph Works / Gobiernos de Tasmania y Victoria | Sistema 140 nm                                       |
| 1869-?  | ?             | ?            | Henley's Telegraph Works / Gobierno de Australia            | Sistema 176 nm                                       |
| 1885-?  | ?             | ?            | Telcon / Gobierno de Australia                              |                                                      |
| 1909-43 | ?             | ?            | Siemens Bros / Gobierno de Australia                        | Sistema 285 nm. Reutilizado en el estrecho de Torres |
| 1935-?  | ?             | ?            | Siemens Bros / Gobierno de Australia                        | Primer cable telefónico                              |
| 1995-   | Sandy Point   | Boat Harbour | ASN / Telstra                                               | Primer cable de fibra óptica                         |
| 2003-   | Inverloch     | Stanley Head | ASN Calais / Telstra                                        |                                                      |
| 2005-   | Loy Yang      | Bell Bay     | Basslink                                                    | Primer cable de distribución eléctrica               |

## Delimitación de la IHO
La máxima autoridad internacional en materia de delimitación de mares a efectos de navegación marítima, la Organización Hidrográfica Internacional («International Hydrographic Organization, IHO), considera el estrecho de Bass como un mar. En su publicación de referencia mundial, «Limits of oceans and seas» (Límites de océanos y mares, 3ª edición de 1953), le asigna el número de identificación 62A (el n.º 62 es la Gran Bahía Australiana) y lo define de la forma siguiente:

Al oeste.
El límite oriental de la Gran Bahía Australiana (62). [Una línea desde cabo Otway, Australia, a la isla King y luego a cabo Grim, el extremo noroeste de Tasmania.]
Al este.
El límite occidental del mar de Tasmania (63) entre isla Gabo y punta Eddystone. [Límite oeste del mar de Tasmania (63). Una línea desde isla Gabo (cerca de cabo Howe, 37°30'S) hasta la punta Noreste de la isla East Sister (148°E) y desde allí a lo largo del meridiano hasta la isla de Flinders, más allá de esta isla una línea que va hacia el oriente desde los bancos Vansittart hasta la isla Barren, y desde cabo Barren (el punto más oriental de la isla de Barren) a punta Eddystone (41°S) en Tasmania, y desde allí siguiendo la costa oriental al cabo suroriental, el punto sur de Tasmania].
Limits of oceans and seas, pág. 36.

## Descubrimiento y exploración

### Por los pueblos aborígenes

La costa de Tasmania y Victoria hace unos 14.000 años, cuando el nivel del mar estaba subiendo, mostrando algunos de los yacimientos arqueológicos humanos de la zona en varias cuevas y grutas. Véase Prehistoria de Australia.

Los aborígenes de Tasmania llegaron a Tasmania hace aproximadamente 40.000 años, durante el último período glacial, a través de un amplio puente de tierra prehistórico llamado Bassian Plain (Llanura Bassiana) entre la actual costa del sur de Victoria (desde el  Wilsons Promontory hasta el Cabo Otway) y las costas del norte de Tasmania (desde  el Cabo Portland hasta el Cabo Grim). Una vez finalizado el periodo glacial, el nivel del mar subió e inundó la llanura de Bass para formar el estrecho de Bass hace unos 8.000 años, dejándolos aislados del continente australiano. Los aborígenes vivieron en la isla Flinders hasta hace unos 4.000 años.
Según los grupos lingüísticos registrados, hubo al menos tres oleadas sucesivas de colonización aborigen.

### Por los europeos
El estrecho fue detectado posiblemente por el capitán Abel Tasman cuando cartografió la costa de Tasmania en 1642. El 5 de diciembre, Tasman seguía la costa oriental hacia el norte para ver hasta dónde llegaba. Cuando la tierra viraba hacia el noroeste en el Eddystone Point, trató de seguir por él pero sus barcos fueron repentinamente golpeados por los Roaring Forties que aullaban a través del estrecho de Bass. Tasman tenía la misión de encontrar el continente austral, no más islas, por lo que se desvió bruscamente hacia el este y continuó su caza del continente.
El siguiente europeo en acercarse al estrecho fue el capitán James Cook en el Endeavour en abril de 1770. Sin embargo, después de navegar durante dos horas hacia el oeste en dirección al estrecho en contra del viento, dio la vuelta hacia el este y anotó en su diario que tenía "dudas sobre si (es decir, la Tierra de Van Diemen y Nueva Holanda) son una sola tierra o no",
El estrecho recibió el nombre de George Bass, después de que él y Matthew Flinders navegaran por él mientras circunnavegaban Van Diemen's Land (en la actualidad  llamada Tasmania) en el balandro Norfolk en 1798-99. Por recomendación de Flinders, el gobernador de Nueva Gales del Sur, John Hunter, denominó en 1800 "Bass's Straits" (Estrecho de Bass) a la franja de agua situada entre el continente y la Tierra de Van Diemen. Más tarde se conoció como Bass Strait (Estrecho Bass). En español se denomina Estrecho de Bass.
La existencia del estrecho había sido sugerida en 1797 por el capitán del baro de 1796 Sydney Cove cuando llegó a Sídney después de encallar deliberadamente su barco y quedar varado en Preservation Island (la Isla de la Preservación), en el extremo oriental del estrecho. Informó que el fuerte oleaje del suroeste y las mareas y corrientes sugerían que la isla estaba en un canal que unía el Pacífico y el sur del océano Índico. Así, el gobernador Hunter escribió a Joseph Banks en agosto de 1797 que parecía seguro que existía un estrecho.
Cuando la noticia del descubrimiento del estrecho de Bass en 1798 llegó a Europa, el gobierno francés envió una expedición de reconocimiento comandada por Nicolas Baudin. Esto hizo que el gobernador Philip Gidley King enviara dos buques desde Sídney a la isla para establecer una guarnición en Hobart.